# Rothschildia jorulloides
Rothschildia jorulloides is een vlinder uit de onderfamilie Saturniinae van de familie nachtpauwogen (Saturniidae).
De wetenschappelijke naam van de soort is, als Attacus jorulloides, voor het eerst geldig gepubliceerd door Paul Dognin in 1895.